# Paul Sparks
Paul W. Sparks (ur. 16 października 1971 w Lawton) – amerykański aktor teatralny, telewizyjny i filmowy, najlepiej znany jako gangster Mickey Doyle z serialu HBO Zakazane imperium.

## Życiorys
Urodził się w Lawton w stanie Oklahoma jako syn Jane (z domu Ellis), nauczycielki nauczania wczesnoszkolnego, i Michaela F. „Mike’a” Sparksa, trenera piłkarskiego w szkole średniej. W 1990 ukończył Marlow High School. Początkowo studiował inżynierię chemiczną na Oklahoma State University, a później ukończył aktorstwo i filozofię w Tisch School of the Arts na New York University.
Jako aktor teatralny występował na scenie Broadwayu – w latach 2003–2004 w przedstawieniu Take Me Out, a w 2009 w spektaklu Hedda Gabler. Grał także w teatrach off-broadwayowskich m.in. w sztukach: Essential Self-Defense i Pumpgirl. Kilkakrotnie otrzymał nominację do nagrody teatralnej Drama Desk Award.
W telewizji zadebiutował pod koniec lat 90.; początkowo grywał niewielkie role w pojedynczych odcinkach seriali. Zagrał w takich filmach jak Uciekinier i Parkland. Popularność przyniosła mu rola gangstera Mickeya Doyle’a w Zakazanym imperium, w którą to postać wcielał się w latach 2010–2014. W 2015 dołączył do obsady serialu House of cards.
Poślubił aktorkę Annie Parisse, z którą ma dwójkę dzieci: syna (ur. 2009) i córkę (ur. 2014).

## Filmografia
- 2006: The Treatment
- 2008: Uwiedziony
- 2008: Synecdoche, New York
- 2008: Rachel wychodzi za mąż
- 2010: Daj, proszę
- 2010: Furia
- 2010: Zakazane imperium (serial TV)
- 2011: Mildred Pierce (miniserial)
- 2012: Niskozatrudnieni (serial TV)
- 2012: Uciekinier
- 2013: Impersonalni (serial TV)
- 2013: Parkland
- 2015: House of Cards (serial TV)
- 2016: Długa noc (miniserial)
- 2016: Dziewczyna z doświadczeniem (serial TV)
- 2016: Midnight Special
- 2017: The Crown (serial TV)
- 2019: Castle Rock (serial TV)